# Sobrado (La Coruña)
Sobrado es un municipio de España en la provincia de La Coruña, comunidad autónoma de Galicia.

## Topónimo
"Sobrado"  en gallego indica la "planta superior de una casa" o "pavimento de madera". Como topónimo suele ser interpretado en el sentido de 'sitio alto, eminente', derivado de superatum.
Por otro lado, J. Piel lo interpretó como aedificium superatum, que indicaría "residencia señorial", en el sentido de casa de cierto lustre al tener varios pisos. Se puede ubicar su origen en unas inscripciones latinas situadas en el monasterio de Santa María, en el que aparecen las palabras "super ado", que al no existir el pueblo antes del monasterio, puede venir de esa inscripción.

## Parroquias
Parroquias que forman parte del municipio:
- Carelle (San Lourenzo).
- Ciudadela (Santa María).
- Codesoso (San Miguel).
- Cumbraos (San Xulián).
- Folgoso (Santa Cristina).
- Grijalva[4]
- Nogueira (San Xurxo).
- Porta (San Pedro).
- Pousada (San Mamede).
- Roade (San Andrés).

## Geografía

### Clima
El clima se caracteriza por un dominio oceánico, húmedo y fresco, con importantes precipitaciones debido a la mayor latitud dentro de la comunidad autónoma y a la Dorsal gallega, que actúa de pantalla para las borrascas atlánticas que descargan en esta vertiente copiosas precipitaciones, aproximándose la media anual a los 1.400 mm. 
Las temperaturas son un poco más extremas, fruto del alejamiento de la costa y de su posición en la sierra y sus estribaciones. La temperatura media anual es de 8,4 °C, sufriendo importantes variaciones, con máximas en julio de hasta 33 °C y mínimas en diciembre de hasta 3 °C bajo cero.

### Orografía
Desde el punto de vista físico, el término municipal se localiza en un área de montaña correspondiente a la Dorsal Gallega. Cara al oeste y cara el sur se encuentran los puntos más elevados del municipio, en la sierra de Cova da Serpiente y montes do Corno do Boi, al oeste, y los montes do Bocelo al sur.
Todos estos sistemas montañosos rondan los 750 m de altitud. En ellos podemos localizar el monte Campelo con 806 m y el monte del Piar con 801 m situados en el límite de la provincia, y constituyendo magníficos miradores sobre el territorio. 
A partir de aquí el terreno desciende con fuertes pendientes, produciendo laderas con orientación hacia el oeste y norte, hasta los 550-600 m donde el terreno se suaviza y aparecen zonas más o menos llanas en las que se concentra principalmente la actividad humana del municipio. Esta superficie de aplanamiento desciende desde aquí, de cara al golfo Ártabro. Por esta zona baja del municipio comienzan a discurrir los ríos que nacen en las sierras constituyendo valles más o menos encajados y con pendientes bastante fuertes, que en algunas zonas discurren de oeste a este y en otras de norte a sur o hacia el oeste, es decir, con un sentido que se dirige a partir de la Dorsal Gallega en varias direcciones.

### Hidrografía
Aunque la red fluvial del municipio se caracteriza por cursos pequeños de escaso caudal, propios de una zona de cumbres montañosas en las que todavía tienen un recorrido escaso, tienen aquí su cabecera dos de los principales ríos de la Galicia occidental: el Mandeo, que desciende desde aquí, hacia el noroeste, hasta la ría de Betanzos donde desemboca, y el río Tambre, que atravesando las tierras centrales coruñesas desemboca junto a Noya en la ría de Muros y Noya. Estamos, por lo tanto, en uno de los puntos de divergencia fluvial más importantes de Galicia, y que se encuentra en los montes de Bocelo ya citados.

### Vegetación y fauna
El municipio de Sobrado, por su situación geográfica, considerada ya a pequeña escala (dentro de esa gran región zoogeográfica que es la Paleártica), como a escala detallada (por su situación en primera instancia en el Noroeste peninsular, y en segunda instancia por ser un área central de Galicia), por sus características climáticas (considerando temperaturas, precipitaciones, humedad, horas de exposición solar directa) así como por su relieve y superficie formada por un substrato de rocas metamórficas, plutónicas y filonianas, presenta una flora característica del clima atlántico europeo, a la que hay que sumar la propia de los cultivos y de las repoblaciones forestales. Dichos factores junto con la flora autóctona determinan la existencia de una fauna propia de la que hablaremos seguidamente. La flora y la fauna no se distribuyen uniformemente, sino según las distintas zonas, bien diferenciadas, presentes en el término municipal, que van desde las vegas llanas, terrazas aluviales formadas por sedimentos arrastrados por los ríos, hasta las áreas que podemos llamar de montaña, que ocupan las cotas más altas y que en ocasiones presentan un accidentado relieve con fuertes desniveles, lo que condiciona la presencia de la actividad humana y, por lo tanto el destino de ese suelo para uno u otro uso.
La gran mayoría del territorio del municipio está dedicado a las plantaciones forestales mientras que el resto se dedica al cultivo. Las zonas cultivadas se encuentran dedicadas principalmente a los productos relacionados con la ganadería, abundando los prados y el maíz. Los cultivos de huerta se reducen a las parcelas en torno a las viviendas y en alguna zona donde comienzan a abundar los invernaderos.

## Geografía humana

### Demografía
Cuenta con una población de 1754 habitantes (INE 2024).
| Gráfica de evolución demográfica de Sobrado entre 1842 y 2021                                                         |
| |
| Población de derecho según los censos de población del INE. Población de hecho según los censos de población del INE. |

Sobrado comparte con la mayoría de los municipios interiores y rurales de Galicia un despoblamiento gradual desde mediados del siglo XX, acentuados en la década de los sesenta y setenta por la emigración a los mayores centros urbanos y en los noventa y principio del siglo XXI por el fuerte envejecimiento de la población, que dio origen al mismo tiempo, a un aumento de la mortalidad y una disminución considerable de la natalidad. Todos estos fenómenos (emigración, envejecimiento, aumento de la mortalidad, disminución de la natalidad y alteración de la composición de la población según edad y sexo, con un predominio cada vez más acentuado del sexo femenino por su mayor esperanza de vida, etc.) son manifestaciones estadísticas de un mismo proceso común a todas las zonas rurales y, en especial, a las zonas montañosas o aisladas y el municipio de Sobrado no podía ser una excepción.
La Cohors I Celtiberorum [una unidad auxiliar del ejército romano] se estableció en el campamento de Ciadella, en Sobrado dos Monxes, llegada directamente de Mauritania, y con los militares vinieron muchos civiles originarios del norte de África que acabaron teniendo contacto con los habitantes de Sobrado. 
| 5583                   | 6459 | 3466 | 2894 | 2706 | 2402 | 2360 | 2244 | 2037 | 1882 | 1847 | 1799 | 1767 |
| (Fuente: [www.ine.es]) |      |      |      |      |      |      |      |      |      |      |      |      |

## Turismo

### Patrimonio Histórico Artístico

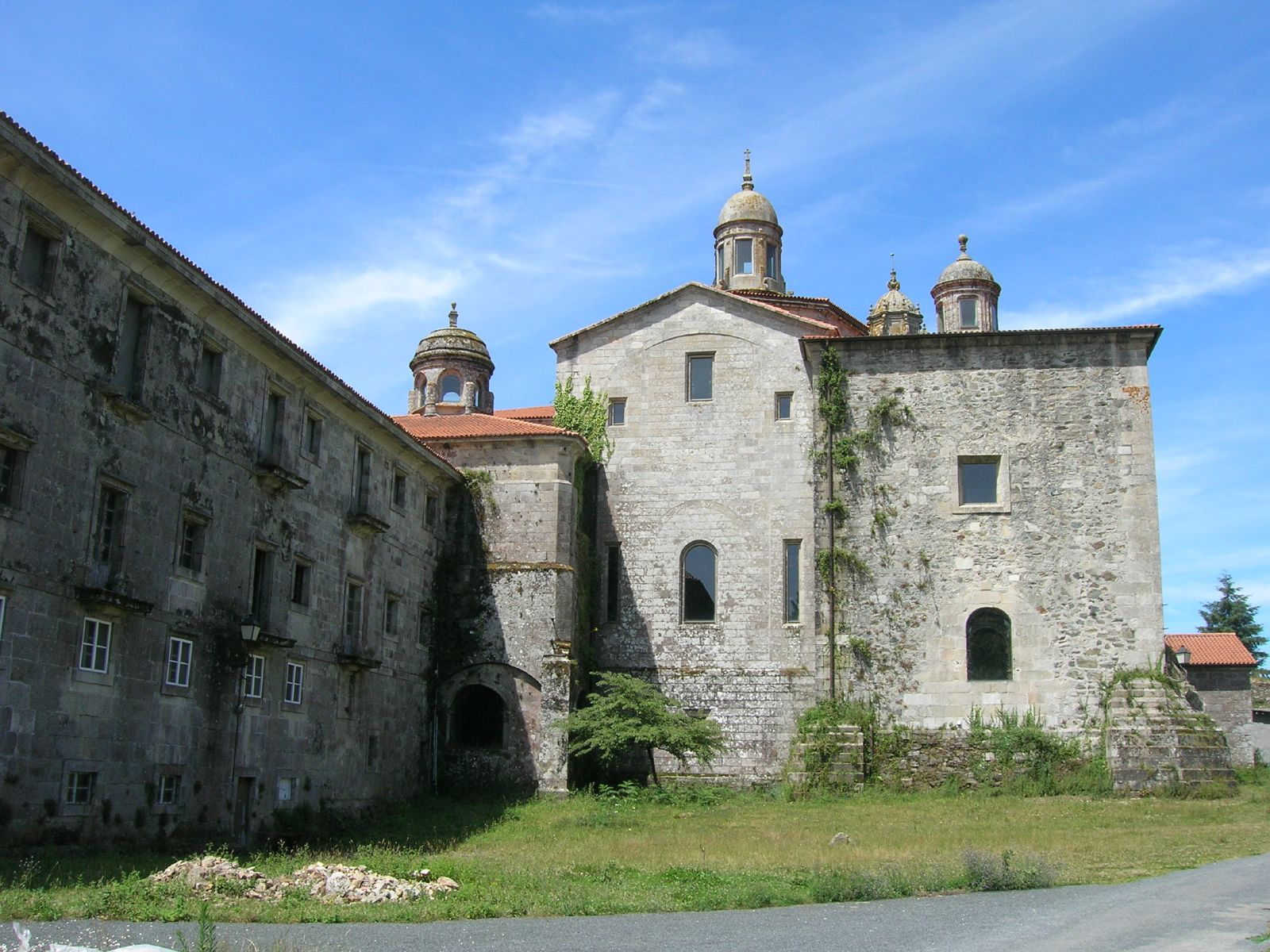
Monasterio cisterciense de Sobrado de los Monjes.

#### Monasterio de Santa María de Sobrado
El Monasterio de Santa María de Sobrado aparece citado ya en documentos de finales del siglo X, con el nombre de San Salvador. Se encuentra en el centro del pueblo, rodeado por una antigua muralla de piedra y su entrada principal está en la plaza del pueblo en la que se debe atravesar un arco para acceder al monasterio. Está habitado por aproximadamente treinta monjes de la orden cisterciense, quienes volvieron a habitar el monasterio tras años de abandono en el siglo XIX.

#### Campamento romano de Ciudadela

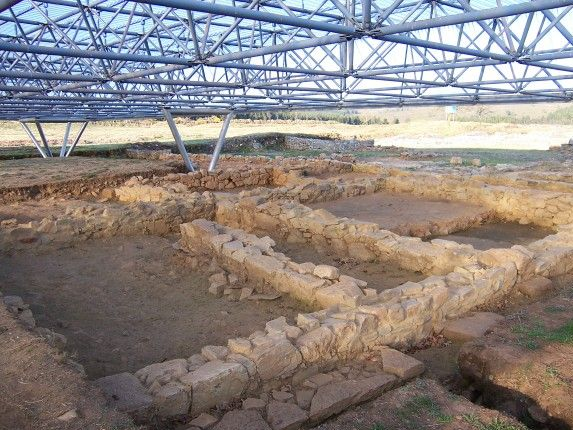
Campamento romano

En la parroquia de Ciudadela, 5 km al norte de Sobrado, se encuentra este campamento militar de principios del siglo II. Estaba levantado dentro del territorium de la ciudad de Brigantium, que se piensa que corresponde o a la actual La Coruña o a Betanzos, en el conventus Lucensis de la provincia Tarraconensis
Asentado sobre una altiplanicie de 480 metros cercana al río Cabalar, estaba rodeado por una pequeña cadena montañosa conocida como Monte da Corda, cuya altura varía entre los 522 y los 601 metros. La presencia del Campamento en este lugar se debe a motivos estratégicos como el control del paso cara a “Lucus Augusti” (Lugo). 
Gracias a las tejas halladas con marcas que consisten en unos sellos rectangulares con esquinas redondeadas con la inscripción COHIC, CPC, CIC, que se piensa que corresponden a las Cohors I Celtiberorum. Esta cohorte la conocemos a través de una fuente escrita conocida como Notitia Dignitatum. A finales del siglo I estaba en el Norte de África, se asientan en Ciudadela a comienzos del siglo II y permanecen allí hasta bien entrado el siglo IV, cuando fue trasladada a Iulóbriga (Reinosa). Una vez abandonado el campamento, fue ocupado por población civil germánica. 
El recinto del campamento es rectangular, con las esquinas redondeadas, con unas dimensiones de 172 metros de largo por 140 metros de ancho, lo que equivale a una extensión total de 2,40 ha, que son las medidas idóneas para el asentamiento de una unidad militar quinquenaria, es decir, una cohorte. Todo este recinto está defendido por una muralla y un foso así como varios puestos de vigilancia situados en las cercanías del Campamento. Los materiales hallados en el Campamento son numerosos, destacando la cerámica común romana, Sigillata Hispánica procedentes de los talleres de Tricio (La Rioja), Sigillata Hispánica Tardía, Lucernas, una amplia gama de vidrios, monedas que abarcan desde la época de Domiciano (86) hasta Claudio II (270), bronces, objetos de hierro, materiales cerámicos de construcción, etc.

#### Pazosde Sobrado
- Pazo de Golmar (Roade)
- Pazo da Casa do Gado (Sobrado)
- Pazo de Carrete (Sobrado)
- Pazo da Armada (Cumbraos)

### Patrimonio natural
Sobrado cuenta con un rico patrimonio natural, con numerosos ríos y lagunas, una de ellas declarada espacio húmedo de interés europeo, aparte de innumerables bosques poblados de robles, castaños, abedules, etc.

#### Mámoas de laPena da Mouray dolmen deForno dos Mouros
En los límites municipales de Sobrado y Toques en plena Serra do Bocelo están estos peñascos perfectamente redondeados donde el misterio y la leyenda sobre su origen están presentes en la cultura local en la cual se dice que fueron puestas allí por la mano del hombre. 
También cerca de allí se encuentra el dolmen de Forno dos Mouros donde se encuentran ciertas pinturas rupestres. En la actualidad no se encuentra en muy buen estado.

#### La Laguna

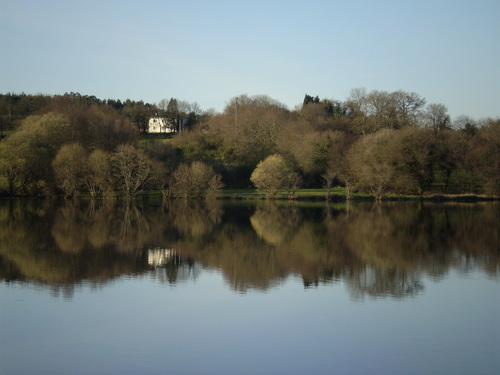

Es de origen artificial, fue construida entre los años 1500 y 1530 por los monjes embalsando las aguas de algunos ríos pequeños para regar prados, mover molinos o disponer de pesca. Es una masa de agua de forma casi circular que ocupa una superficie aproximada de 10 ha, con una profundidad media de 1,5 metros y máxima de 4,5 metros. Está situada a una altitud de 510 metros y presenta una variación anual de su nivel de unos 20 centímetros. Constituye una buena representación del ecosistema lacustre en el que habitan ranas, patos, libélulas, nutrias y cuervos marinos entre otras especies.
La Laguna de Sobrado es el único lugar en la península ibérica en la que está registrada el alga Nitella flexilis. Enmarcando la laguna podemos contemplar la típica vegetación arbórea del bosque-galería: abedules, alisos, fresnos, sauces... que dejan paso al paisaje agrario gallego formado por prados, cultivos y bosques. Además de ofrecer refugio y alimento a fauna y flora palustres, este paraje nos traslada a un ambiente de estudio y ocio.

#### La Carballeira de la Casa do Gado
Es conocida por ser una de las más bellas de Galicia y sobre todo porque en dicha carballeira se rodaron muchas de las secuencias de la película El bosque animado del director madrileño José Luis Cuerda y con actuación de actores tan destacados como Alfredo Landa, Fernando Rey, Alejandra Grepi, Fernando Valverde o Luis Ciges allá por el año 1987.
El bosque animado, una novela de Wenceslao Fernández Flórez, después llevada al cine por José Luis Cuerda, cuenta las aventuras y desventuras del bandido Fendetestas —interpretado por Alfredo Landa en el filme— en un bosque muy animado.
Por la Carballeira de Casa do Gado transcurre además el llamado Camino Real.

#### El segundo roble más antiguo de Galicia
Está situado en la aldea de Portocal (Cumbraos), está catalogado como el segundo en antigüedad de Galicia según la Fuente SGHN (Sociedade Galega da Historia Natural).